# Мезамир
Мезамир (грчки: Μεζαμηρος; умро око 560. године) је био вођа Анта.

## Биографија
Мезамир је био Идаризијев син и Келагастов брат. Податке о њему оставио је само Менандар Протектор. Ништа се не зна о овим антским владарима. Имена су иранског или турског порекла. Антске вође поражене су у рату са Аварима. Због тога су гласањем изабрали посланика који ће преговарати о миру. Изабран је Мезамир, Идаризијев син и Келагастов брат. Мезамир је отишао на двор аварског кагана Бајана тражећи да откупи неке од заробљеника. Међутим, у преговорима је био охол. Кутригур, склон Аварима, а непријатељски настројен према Антима, убедио је Бајана да убије посланика јер је говорио дрскије него што му приличи. О овом Кутригуру ништа се не зна. Претпоставља се да се ради о кутригурском хану који је мрзео Анте који су раније одбили заједничку борбу против Авара. Бајан је одбацио обзир према посланицима и убио Мезамира. 